# Dario Maresic
Dario Marešić, né le 29 septembre 1999 à Graz (Autriche), est un footballeur austro-croate qui évolue au poste de défenseur central au NK Istra 1961.

## Biographie

### En club

#### SK Sturm Graz
Dario Marešić commence sa carrière professionnelles sous les couleurs du SK Sturm Graz, en Autriche.

#### Stade de Reims
Le 27 août 2019, il s'engage en faveur du Stade de Reims pour cinq ans, le montant de son transfert avoisine les trois millions d'euros,.

#### Istra 1961
Le 27 juillet 2023, Dario Marešić s'engage en faveur du NK Istra 1961.

## Statistiques
| Saison                | Club                  | Championnat           | Championnat | Championnat | Coupe nationale | Coupe nationale | Coupe de la Ligue | Coupe de la Ligue | Compétition(s) continentale(s) | Compétition(s) continentale(s) | Compétition(s) continentale(s) | Total | Total |
| Saison                | Club                  | Division              | M.          | B.          | M.              | B.              | M.                | B.                | Comp.                          | M.                             | B.                             | M.    | B.    |
| 2016-2017             | SK Sturm Graz         | Bundesliga            | 5           | 0           | 0               | 0               | -                 | -                 | -                              | -                              | -                              | 5     | 0     |
| 2017-2018             | SK Sturm Graz         | Bundesliga            | 34          | 1           | 3               | 0               | -                 | -                 | C3                             | 4                              | 0                              | 41    | 1     |
| 2018-2019             | SK Sturm Graz         | Bundesliga            | 28          | 0           | 3               | 0               | -                 | -                 | C1+C3                          | 2+2                            | 0+0                            | 35    | 0     |
| 2019-2020             | SK Sturm Graz         | Bundesliga            | 1           | 0           | 0               | 0               | -                 | -                 | C3                             | 0                              | 0                              | 1     | 0     |
| Sous-total            | Sous-total            | Sous-total            | 68          | 1           | 6               | 0               | 0                 | 0                 | -                              | 8                              | 0                              | 82    | 1     |
| 2019-2020             | Stade de Reims        | Ligue 1               | 1           | 0           | 0               | 0               | 0                 | 0                 | -                              | -                              | -                              | 1     | 0     |
| 2020-2021             | Stade de Reims        | Ligue 1               | 5           | 0           | 0               | 0               | 0                 | 0                 | C3                             | 0                              | 0                              | 5     | 0     |
| Sous-total            | Sous-total            | Sous-total            | 6           | 0           | 0               | 0               | 0                 | 0                 | -                              | 0                              | 0                              | 6     | 0     |
| Total sur la carrière | Total sur la carrière | Total sur la carrière | 74          | 1           | 6               | 0               | 0                 | 0                 | -                              | 8                              | 0                              | 88    | 1     |

## Palmarès
En 2018, il remporte la Coupe d'Autriche avec le SK Sturm Graz au cours de laquelle il est titulaire en finale contre le Red Bull Salzbourg.